# Orgasm (песня)
«Orgasm» (яп. オルガスム оругасуму) — второй сингл японской метал-группы X Japan (на тот момент — X), выпущенный 10 апреля 1986 года.

## Выпуск
«Orgasm» стал первым релизом собственного лейбла Ёсики Extasy Records. Примечательно, что на обложке только этого сингла название группы написано катаканой — エックス (эккусу). Весь тираж в количестве 1500 копий был распродан. В автобиографии Ёсики пишет, что планировался дополнительный выпуск 2500 копий, но его отменили, так как гитарист Дзюн и бас-гитарист Хикару покинули группу.
Лирически песня затрагивает темы секса. Она начинается с тяжёлых вздохов и заканчивается взрывами. Заглавная композиция, как и «X», позже будут перезаписаны и войдут во второй альбом группы Blue Blood. Согласно буклету к синглу, автором слов и музыки для обеих песен является Ёсики, между тем в буклете к Blue Blood автором слов для тех же песен указан его псевдоним Хитоми Сиратори.

## Наследие
«X» стала фирменной песней группы и исполняется практически на всех её концертах. Неоднократно перед заключительной частью композиции один из участников группы, обычно Тоси, кричит: «We are…», на что публика отвечает: «X!». Фраза была использована для названия документального фильма о группе 2016 года «Мы — X».
21 ноября 1993 года SME Records выпустила короткометражный фильм X² (яп. ダブルエックス дабуру эккусу) по мотивам манги X, созданной художественным коллективом Clamp. Фильм содержит иллюстрации манги на фоне песен «Silent Jealousy», «Kurenai» и «Endless Rain», а также видеоклип на песню «X», режиссёром которого выступил Сигэюки Хаяси.
Вокалист японской группы Megamasso Индзарги исполнил «X» для его кавер-альбома 2012 года.

## Список композиций
| №  | Название              | Текст песни | Музыка | Длительность |
| -- | --------------------- | ----------- | ------ | ------------ |
| 1. | «Orgasm» (オルガスム) | Ёсики       | Ёсики  | 3:02         |
| 2. | «Time Trip Loving»    | Тоси        | Дзюн   | 3:44         |

| №  | Название | Текст песни | Музыка | Длительность |
| -- | -------- | ----------- | ------ | ------------ |
| 3. | «X»      | Ёсики       | Ёсики  | 5:37         |

## Участники записи
- Тоси — вокал
- Хисаси Такаи (Дзюн) — гитара
- Хикару Утака — бас-гитара
- Ёсики — барабаны